# Bernard I (władca Konga)
Dom Bernard I (zm. 1567) – manikongo w latach 1561–1567. 

## Życiorys
Tron zdobył mordując popieranego przez Portugalczyków Alfonsa II. Dobre relacje z Europejczykami odzyskał dopiero po zawarciu z nimi odpowiedniej ugody. Niedługo po tym fakcie musiał stawić czoła inwazji ludów Bateke i Dżaga.
Poległ w jednej z bitew z Bateke z państwa Tio. Jego następcą został Henryk I.